# Viaje a los sueños polares (programa radiofónico)
Viaje a los sueños polares fue un programa musical español de música independiente e indie pop que se emitió en su primera etapa a través de radio por Cadena 100 -entre 1993 y 1995- y la Cadena 40 Principales -entre 1995 y 2006-. Tuvo una versión en televisión a través de 40_TV. En su segunda etapa se emitió por internet a través de Nanosonica en 2013 y 2014. Sus emisiones están disponibles a través de Soundcloud.

## Historia
Viaje a los sueños polares comenzó como un programa semanal dedicado a la música indie pop en 1993 a través de Cadena 100. Presentado por Luis Calvo y Joako Ezpeleta se definía como un programa ideado para ofrecer alternativas musicales a los terrícolas interesados y descontentos con la creciente propagación de la música comercial. Tuvo un gran impacto en la difusión de la música y la cultura independiente en España.
Los contenidos del programa eran variados e incluían la presentación de novedades discográficas, sesiones acústicas en vivo (Sesiones polares), artistas invitados que presentaban sus discos favoritos, conciertos grabados en festivales de todo el mundo o sesiones de Dj. También se celebraban las Fiestas polares, donde se entregaban los premios a lo mejor del año y estuvo presente en los festivales más importantes de España, como Benicassim, Contemporánea, Sonar o Primavera Sound... como colaboradores, con escenarios o espacios propios o con emisiones en directo.
A finales de 1995 comenzaron sus emisiones en Cadena 40 Principales de lunes a jueves de 00 a 01h, fieles al mismo ideario y permaneciendo durante más de 10 años hasta su finalización en 2006. Artistas internacionales como The Magnetic Fields, Oasis, Teenage Fanclub, Ocean Colour Scene, Stereolab, Edwyn Collins o The Divine Comedy y artistas nacionales como Le Mans, Manta Ray, La buena vida, Astrud o Mercromina pasaron por el programa.
Tras ocho años sin actividad el 12 de octubre de 2013 se estrenó una segunda etapa que se emitió a través de internet en Nanosonica.com. Dirigido y presentado por Luis Calvo tenía una periodicidad quincenal y el objetivo principal de mostrar a sus oyentes una visión lo más amplia, ecléctica y actual posible sobre todo lo que acontece en el fascinante y siempre cambiante mundo de la música pop independiente. 
El 22 de enero de 2015 se publicó en su perfil de Facebook que el programa se encontraba "en un periodo de hibernación y reflexión" y que "muy pronto volverían a emitir".